# Relation parasociale
Une relation parasociale, ou interaction parasociale, est un type de relation sociale à sens unique dont une personne peut faire l'expérience vis-à-vis d'une personnalité publique ou d'un personnage de fiction,,,. La personne concernée peut développer des sentiments d’amitié, bien qu’elle n'ait peu ou pas d'interaction directe avec l'objet de ses sentiments. Le terme « interaction parasociale » a été formulé par Donald Horton et Richard Wohl en 1956.
Les médias sociaux ont introduit de nouvelles opportunités de relations parasociales, car ils tendent à jouer sur des interactions fréquentes, intimes et parfois réciproques entre les personnalités et les utilisateurs,.

## L'évolution du terme
L'interaction parasociale a été décrite pour la première fois dans le cadre des études sur les médias et la communication. En 1956, Horton et Wohl ont étudié les différentes interactions entre les utilisateurs des médias de masse et les personnalités médiatiques et ont déterminé l'existence d'une relation parasociale (RPS), où l'utilisateur agit comme s'il était impliqué dans une relation sociale typique. Cependant, l'interaction parasociale existait avant les médias de masse, lorsqu'une personne établissait un lien avec des personnalités politiques, des dieux ou même des esprits.
Depuis lors, le terme a été adopté par les psychologues dans le cadre de leurs études sur les relations sociales qui émergent entre les consommateurs des médias de masse et les personnages qu'ils y voient représentés. Horton et Wohl ont suggéré que pour la plupart des gens, les interactions parasociales avec les personnages complètent leurs interactions sociales actuelles, tout en suggérant que certains individus font preuve d'une parasocialité extrême, ou qu'ils substituent les interactions parasociales aux interactions sociales réelles. Perse et Rubin (1989) ont contesté ce point de vue, estimant que les interactions parasociales se produisaient comme un sous-produit naturel du temps passé avec les personnages médiatiques.